# La'l
La'l is het tweede album van de Turkse singer-songwriter Sertab Erener.

## Nummers
1. Sevdam Ağlıyor
2. Rüya
3. Mecbursun
4. Gel Barışalım Artık
5. Büyü De Gel
6. La'l
7. Masal
8. Dargın Değilim
9. Erkeğim
10. Günahın Boynuma